# Cordillera Huaytapallana
Die Cordillera Huaytapallana ist ein Gebirgsmassiv in der peruanischen Zentralkordillere der Anden.
Die Cordillera Huaytapallana liegt in Zentral-Peru in den Provinzen Huancayo und Concepción der Region Junín, 25 km nordöstlich der Regionshauptstadt Huancayo. 
Das zum Teil vergletscherte Gebirgsmassiv verläuft etwa 22 km in nordwestlicher Richtung. Ende des 20. Jahrhunderts betrug die Gletscherfläche 35 km². Höchste Erhebung ist der 5557 m hohe Nevado Huaytapallana. Das Gebirgsmassiv wird nach Westen zum Oberlauf des Río Mantaro, nach Norden zum Río Tulumayo sowie nach Osten über den Río Pariahuanca zum Unterlauf des Río Mantaro entwässert.

## Berge und Gipfel
Im Folgenden eine Liste von Bergen und Gipfeln in der Cordillera Huaytapallana:
| Name (hispanisiert) | Name (Quechua) | Höhe in m |                            | Distrikte                    |
| ------------------- | -------------- | --------- | -------------------------- | ---------------------------- |
| Huaytapallana       | Waytapallana   | 5557      | -11.907929 -75.054014 5557 | Huancayo, Pariahuanca        |
| Yanaucsha           | Yana Uqsha     | 5530      | -11.918427 -75.046461 5530 | Huancayo                     |
| Chuspi              | Ch'uspi        | 5346      | -11.889106 -75.062662 5346 | Comas, El Tambo, Pariahuanca |
| Cochas              | Quchas         | 5315      | -11.924096 -75.027106 5315 | Huancayo, Pariahuanca        |
| Putcacocha          | Putkaqucha     | 5315      | -11.873138 -75.07354 5315  | Comas, Quilcas               |
| Talves              | Talwis         | 5257      | -11.894775 -75.057147 5257 | El Tambo, Pariahuanca        |
| Anchigrande         | Hatun Anchhi   | 5350      | -11.877968 -75.053327 5350 | Comas, Pariahuanca           |
| Muradayo            | Muratayu       | 5245      | -11.850659 -75.083239 5245 | Comas, Quilcas               |
| Pacaco              | Pakaku         | 5200      | -11.81421 -75.086973 5200  | Comas                        |
| Puihuan             | Puywan         | 5100      | -11.855751 -75.044476 5100 | Comas, Pariahuanca           |
| Tello               | T'illu         | 5050      | -11.820385 -75.09164 5050  | Comas                        |
| Panchamaco          | Panchamaku     | 5012      | -11.77753 -75.101418 5012  | Comas                        |
| Marairazo           |                | 4943      | -11.624722 -75.21229 4943  | Apata, Comas, Monobamba      |

## Bergseen (Auswahl)
- Laguna Cocha Grande (Laguna Jatuccocha) (4597 m, )
- Laguna Yanaucsha (4775 m, )
- Laguna Carhuacocha (4412 m, )
- Laguna Chuspicocha (4636 m, )
- Laguna Pumacocha (4622 m, )
- Laguna Lasuntay (4646 m, )
- Laguna Acapuachanan (4707 m, )